# برونو نویمان
برونو نویمان (آلمانی: Bruno Neumann; ۲۶ آوریل ۱۸۸۳ – ۳۱ دسامبر ۱۹۴۳) سوارکار اهل آلمان بود.